# Hilton MacLennan
Hilton MacLennan é um político canadiano eleito para a Assembleia Legislativa da Ilha do Príncipe Eduardo nas eleições provinciais de 2023. MacLennan representa Tyne Valley-Sherbrooke como um conservador progressista.